# Band Aid
Band Aid fue una unión musical de caridad en la que participaron artistas y grupos británicos de rock. Fue fundada en 1984 por Bob Geldof y Midge Ure. El propósito era recaudar dinero para la hambruna en Etiopía, lanzando la canción "Do They Know It's Christmas?", sencillo que fue todo un éxito —llegó al número n.º 1 en las listas musicales durante la Navidad de ese año y fue uno de los himnos, junto con «We Are the World», del mítico Live Aid realizado en 1985—.

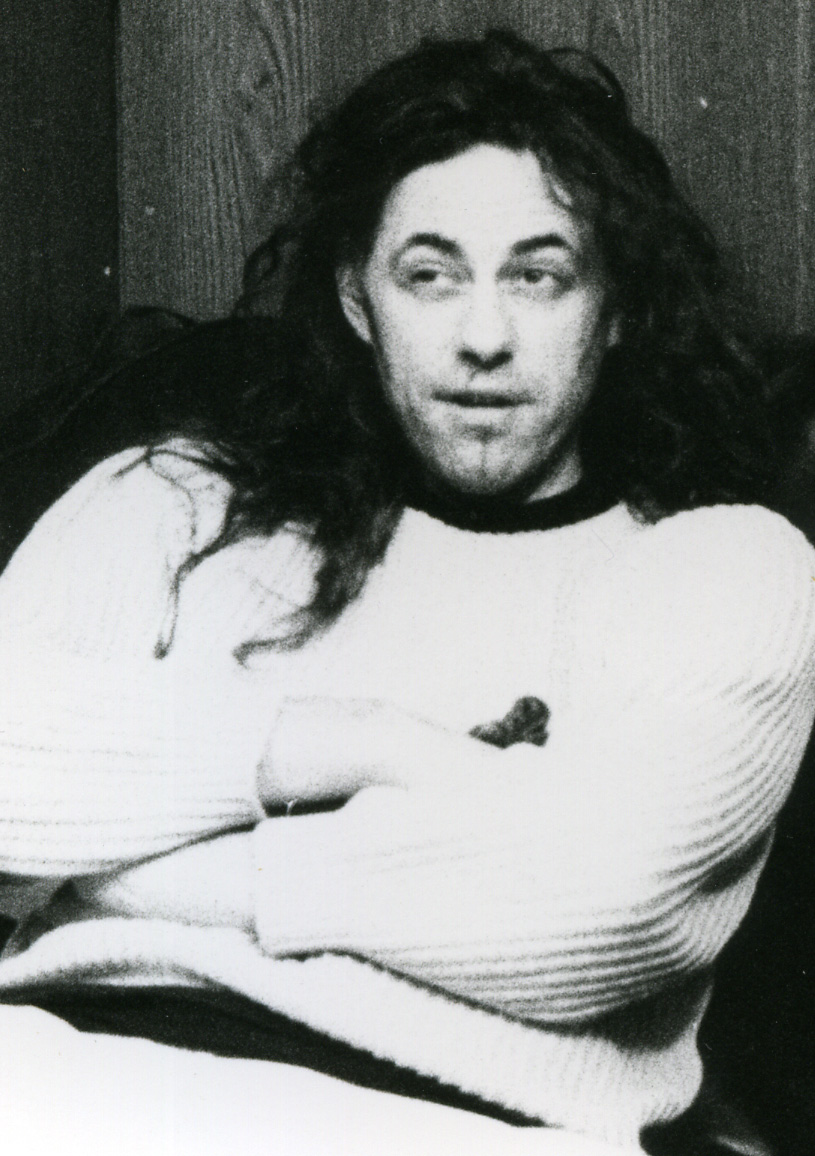
Bob Geldof en 1991

La canción fue regrabada tres veces, con un éxito similar. Band Aid II regrabó la canción en 1989, Band Aid 20 realizó lo mismo en 2004. Con mucho, es el mayor éxito de supergrupos a la fecha. Band Aid 30 realizada en el 2014 siendo uno de los sencillos más vendidos de ese año según la BBC.

## Inicios
El nombre "Band Aid" fue escogido de una marca de fábrica de un vendaje adhesivo para heridas muy conocido en el Reino Unido, y también para referirlo a una banda (Band) de músicos que promocionan ayuda (Aid), como una similitud a una curación de una herida seria.
El grupo fue reformado en tres ocasiones, en cada ocasión con los artistas británicos e irlandeses más populares de la música pop de la época, grabando el tema en la misma época del año.

## Band Aid original

### Cronología 1984
El tema originalmente fue llamado «Feed The World», basado en un bosquejo de lápiz de Bob Geldof, después de ver un programa de noticias de TV de la BBC con Michael Buerk sobre la hambruna en Etiopía. A partir de ese momento, Geldof decidió recaudar fondos para la causa, utilizando sus contactos con artistas de música pop.

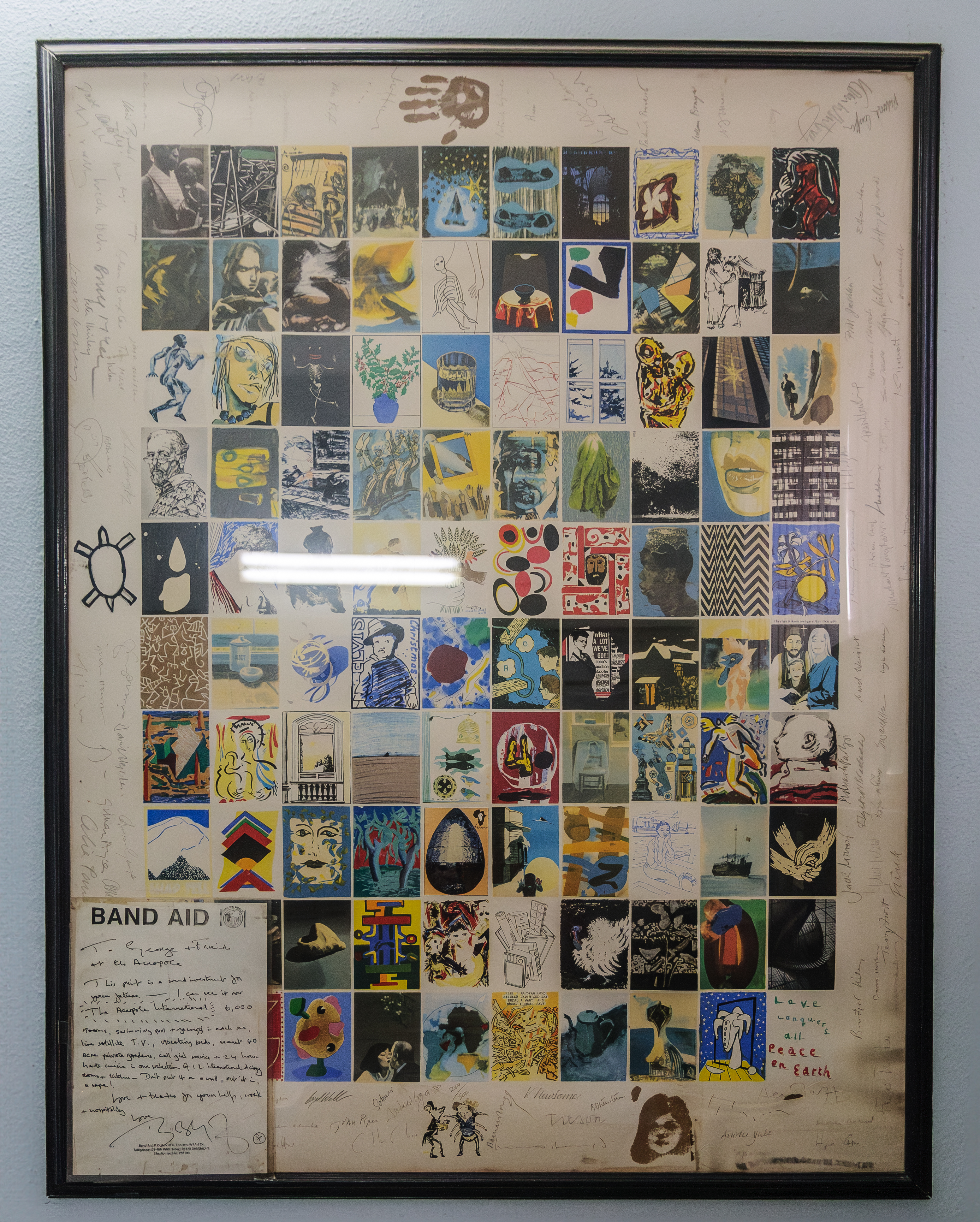
Póster de Band Aid firmado por Bob Geldof en el Hotel Acropole, Jartum (Sudán)

Para ello, recurrió a la ayuda del escocés Midge Ure, del grupo "Ultravox", para grabar un disco para caridad. Ure tomó las letras que compuso Geldof, y creó una melodía y una pista musical para el tema. Geldof llamó a los músicos británicos e irlandeses más populares de la época, persuadiéndolos usar su tiempo libre para grabar —las únicas excepciones fueron el grupo Kool & The Gang y la cantante Jody Watley de Estados Unidos—.
Todo lo realizó con un criterio de maximiar las ventas del disco, utilizando artistas famosos. Su anuncio sobre el plan de Band Aid lo hizo oficial en un programa de la BBC Radio 1, con Richard Skinner ese mismo año. 
El tiempo dedicado no podía disponer de más de 24 horas libres para grabar y mezclar el disco, el 25 de noviembre de 1984, el cual tuvo lugar entre las 11 de la mañana y las 7 de la tarde. 
El tema fue filmado por Nigel Dick para ser lanzado como un video pop a través de algunas pistas básicas que habían sido grabadas el día anterior en el estudio casero de Midge Ure.
Las primeras pistas en ser grabadas fueron el coro del grupo filmadas para la prensa internacional. Luego se acondicionaron áreas para ellos para continuar con el resto.
Más tarde, la percusión de Phil Collins fue grabada, incluyendo en memorable ritmo de tambor africano, que se escucha como introducción.
Tony Hadley, de Spandau Ballet, fue el primero en grabar sus vocales, con una sección por Status Quo pero fue considerado inutilizable, por lo que fue reemplazado con otra en la que aparece Paul Weller, Sting, Peter Robinson (Marilyn), Glenn Gregory y Paul Young.
Young ha admitido desde entonces, en un documental, que él sabía que sus líneas de apertura fueron escritas para David Bowie, quien no podía hacer la grabación pero él hizo una contribución al Lado B (Bowie interpretó sus líneas en el concierto Live Aid el año siguiente). 
Boy George llegó por último a las 6 de la tarde, después de que Geldof lo despertara por teléfono para que llegara desde Nueva York en Concorde para registrar su partición como solista (cuando su banda Culture Club estaba en el medio de un tour por los Estados Unidos).
A la mañana siguiente, Geldof apareció en Radio 1 en el show matutino con Mike Read, para promocionar el disco y con la promesa de que cada centavo iría para la causa.
Esto propició una pugna con el Gobierno Británico, (encabezado por Margaret Thatcher), que rechazó inicialmente renunciar al impuesto de ventas del sencillo. Geldof recurrió al apoyo por la sensibilidad pública, lo que hizo que el Gobierno retrocediera y donara los impuestos a la caridad.
La pieza fue llamada «Do They Know It's Christmas?» y fue lanzada el 29 de noviembre de 1984 (sólo 5 días después de haber sido grabada), y fue directo al n.º 1 en las listas del Reino Unido, con ventas que superaban a todo el resto de temas presentes juntos.
Se convirtió en la venta de un tema más rápida en ese país, con un millón de copias en la primera semana solamente. Permaneció en n.º 1 por cinco semanas, terminando por vender más de tres millones de copias y convirtiéndose en la mayor en toda la historia del Reino Unido. 
Ha sido sobrepasado desde entonces por Elton John con su tema «Candle in the Wind» de 1997 (su tributo a Diana, princesa de Gales) aunque es probable que el tema siga  regrabándose con diversas versiones durante muchos años en el futuro.
Después de Live Aid, «Do They Know It's Christmas?» fue relanzado en finales de 1985 en una edición especial, con fotos y bonus tracks como "One Year On", declaración telefónica de Geldof y Ure, disponible como un lado B.

### Participantes
Los participantes originales de Band Aid fueron (según el orden en la carátula del sencillo):
| - Adam Clayton (U2) - Phil Collins (Genesis) - Bob Geldof (The Boomtown Rats) - Steve Norman (Spandau Ballet) - Chris Cross (Ultravox) - John Taylor (Duran Duran) - Paul Young - Tony Hadley (Spandau Ballet) - Glenn Gregory (Heaven 17) - Simon Le Bon (Duran Duran) - Simon Crowe (The Boomtown Rats) - Peter Robinson (Marilyn) - Keren Woodward (Bananarama) - Martin Kemp (Spandau Ballet) - Jody Watley (Shalamar) - Bono (U2) | - Paul Weller (The Style Council) - james "J.T." Taylor (Kool & the Gang) - Peter Blake (diseñador de la carátula del sencillo) - George Michael (Wham!) - Midge Ure (Ultravox) - Martyn Ware (Heaven 17) - John Keeble (Spandau Ballet) - Gary Kemp (Spandau Ballet) - Roger Taylor (Duran Duran) - Sara Dallin (Bananarama) - Siobhan Fahey (Bananarama) - Pete Briquette (The Boomtown Rats) - Francis Rossi (Status Quo) - Robert 'Kool' Bell (Kool & the Gang) | - Dennis J. T. Thomas (Kool & the Gang) - Andy Taylor (Duran Duran) - Jon Moss (Culture Club) - Sting (The Police) - Rick Parfitt (Status Quo) - Nick Rhodes (Duran Duran) - Johnny Fingers (The Boomtown Rats) - Boy George (Culture Club) - Holly Johnson (Frankie Goes to Hollywood) - Paul McCartney (The Beatles y Wings) - David Bowie - Big Country |

## Band Aid II

### Cronología 1989
Este segundo proyecto, realizado en 1989, fue producida por la producción del equipo formado por Mike Stock, Matt Aitken y Pete Waterman. Los únicos artistas que estuvieron presentes de nuevo fueron Sara Dallin y Keren Woodward de Bananarama. 
Esta versión llegó a las primeras posiciones de las listas británicas nuevamente, esta vez durante tres semanas, pero estuvo muy lejos de la significación histórica e importancia de su predecesor.

### Participantes
Band Aid II consistió en:
- Bananarama
- Big Fun
- Bros
- Cathy Dennis
- D Mob
- Jason Donovan
- Kevin Godley
- Glen Goldsmith
- Kylie Minogue
- The Pasadenas
- Chris Rea
- Cliff Richard
- Jimmy Somerville
- Sonia
- Lisa Stansfield
- Technotronic
- Wet Wet Wet

## Band Aid 20

### Cronología 2004
Esta fue la tercera reencarnación de Band Aid. Bono, Paul McCartney y George Michael fueron los únicos de la original que participaron en este proyecto, al cumplirse 20 años de la salida del primero.
A McCartney y Michael se les asignó interpretar la línea "Tonight thank God it's them, instead of you", la cual Bono cantó en la versión original. Justin Hawkins, de The Darkness, incluyó una versión de la línea, pero Bono insistió en repetir su parte con su propia versión. la cual fue usada finalmente,
Dido (cantante) grabó su parte en Melbourne, Australia, donde se encontraba trabajando, al igual que Robbie Williams, grabó en Los Ángeles, Estados Unidos, para luego ser mezclados en el tema.
El sencillo vendió 72,000 copias en las primeras 24 horas cuando fue lanzada el 29 de noviembre de 2004, y llegó una vez más al n.º 1 en listas británicas. el 5 de diciembre de 2004. Permaneció allí hasta Navidad por cuatro semanas en total, menos tiempo que la original.
En esa ocasión la causa fue para paliar el hambre en la región de Darfur en Sudán. 
Las ventas parciales por la canción rondaron alrededor de 250.000 cada semana (un millón en total por las cuatro semanas en primer lugar). En total, vendió más de 1,1 millones de copias 
De igual forma, la versión CD vendió más de 200.000 copias en la primera semana, y se convirtió en la venta más rápida del año.

### Participantes
Band Aid 20 fue compuesto por:
- Midge Ure – organizador
- Nigel Godrich (Radiohead, Travis, Beck, Paul McCartney) and Bob Geldof – Productores

Instrumentos:
- Danny Goffey (Supergrass) – batería
- Thom Yorke (Radiohead) – piano
- Jonny Greenwood (Radiohead) – guitarra
- Sir Paul McCartney – bajo
- Fran Healy (Travis) – guitarra
- Justin Hawkins (The Darkness) – guitarra
- Dan Hawkins (The Darkness) – guitarra
- Charlie Simpson (Busted/Fightstar) – guitarra

Voces:
- Bono (U2)
- Fran Healy (Travis)
- Daniel Bedingfield
- Natasha Bedingfield
- Sugababes (Keisha Buchanan, Mutya Buena, Heidi Range)
- Vishal Das
- Busted (James Borune, Charlie Simpson y Matt Willis)
- Chris Martin (Coldplay)
- Dido – grabación realizada en un estudio en Melbourne
- Dizzee Rascal – el único artista que agrega letras nuevas.
- Ms Dynamite
- Skye Edwards (Morcheeba)
- Estelle
- Neil Hannon (The Divine Comedy)
- Jamelia
- Justin Hawkins
- Tom Chaplin (Keane)
- Tim Rice-Oxley (Keane)
- Tim Wheeler (Ash)
- Beverley Knight
- Lemar
- Shaznay Lewis (All Saints)
- Katie Melua
- Róisín Murphy (Moloko)
- Feeder
- George Michael
- Snow Patrol
- Rachel Stevens
- Joss Stone
- The Thrills
- Turin Brakes
- Robbie Williams – grabado desde un estudio en Los Ángeles
- Will Young

## Band Aid 30

### Cronología 2014
Band Aid 30 es la cuarta reencarnación de esta propuesta, el grupo fue anunciado el 10 de noviembre de 2014 por Bob Geldof y Midge Ure en donde Geldof toma la iniciativa. La ONU Organización de las Naciones Unidas le contacta con la finalidad de ayudar a atender la urgente necesidad ocasionada por la Crisis de Ébola en el África Occidental.
Esta versión fue grabada por algunos de los más grandes intérpretes de música pop británicos e irlandeses, incluidos One Direction, Sam Smith, Ed Sheeran, Emeli Sandé, Ellie Goulding and Rita Ora. Bastille, Guy Garvey de ganador del premio Mercury y la banda Elbow También estaban en la agrupación, incluso Chris Martin (Coldplay) así como Bono de U2 en su tercera participación en la agrupación.
Esta fue la primera ocasión en donde fue grabada la versión en diferentes idiomas, en francés con el título "Noël est là" así como las versiones de Do They Know It's Christmas? en alemán y holandés con sus respectivos artistas.
La canción fue grabada el 15 de noviembre de 2014 y su contribución fue apoyar a la batalla de este virus. Debido a sus compromisos con La Voz UK Rita Ora realiza su grabación en las primeras horas de la mañana y no estuvo presente en las grabaciones del coro de la agrupación. La canción fue registrada en Sarm West Studios en Nothing Hill Londres, el mismo estudio utilizado para la grabación original.
La grabación fue mostrada por primera ocasión durante la transmisión de los resultados de The X Factor el 16 de noviembre de 2014 y fue presentado por Bob Geldof y descrito como "un poco de la historia del pop" Geldof también comenta que el inicio del vídeo muestra una víctima del virus, y que no se mostraba como espectáculo u entretenimiento sino como algo que todo el público debería de conocer.
Después de esto la canción está disponible para descarga digital el 17 de noviembre de 2014, solo 11 días por debajo del aniversario número 30 de la versión original. La versión en CD es lanzada solo 3 semanas después el 8 de diciembre de 2014. La versión digital tuvo un costo de 99 peniques y el sencillo tuvo un costo de 4 libras, más tarde lanzando un remix por el grupo de Música Electrónica Underworld.
El 15 de noviembre le confirman a Geldof que el canciller George Osbourne, renuncia a los impuestos siendo la totalidad del dinero recaudado dirigido a la causa.
El 18 de noviembre de 2014 la BBC informó que la canción fue el sencillo más vendido hasta ahora, con más de 206.000 copias vendidas desde su lanzamiento el día anterior.

### Participantes
Organizadores y productores:
- Bob Geldof – Organizador
- Midge Ure – Organizador
- Paul Epworth – Productor

Instrumentos:
- Roger Taylor (de Queen) – Batería y teclados.
- Milan Neil Amin-Smith (de Clean Bandit) – Violín
- Grace Chatto (de Clean Bandit) – Chelo

Voces:
- Bono (de U2)
- Clean Bandit
- Paloma Faith
- Guy Garvey (from Elbow)
- Ellie Goulding
- Angélique Kidjo
- Chris Martin (de Coldplay)
- Sinéad O'Connor
- One Direction
- Rita Ora
- Olly Murs
- Emeli Sandé
- Seal
- Ed Sheeran
- Dan Smith (from Bastille)
- Sam Smith
- Underworld
- Jessie Ware